# Orlando Peçanha de Carvalho
Orlando Peçanha de Carvalho (20 de setembre de 1935 - 10 de febrer de 2010) fou un futbolista brasiler.
Va formar part de l'equip brasiler a la Copa del Món de 1958.

## Referències

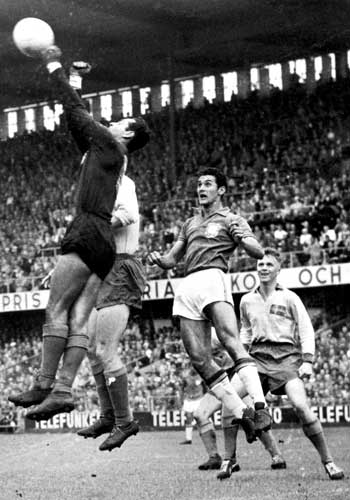
Gilmar captura una pilota davant Orlando al Mundial de 1958.